# Нилгысыг
Нилгысыг (также Нилгысы, Нилгисы, в верховьях — Будыга) — река в Охотском районе Хабаровского края, Россия, правый приток Ини. Длина реки — 210 км, площадь водосборного бассейна — 6380 км².
Начинается под названием Будыга на высоте более 1387 м над уровня моря в юго-восточной части хребта Сунтар-Хаята. Течёт преимущественно в южном направлении в межгорном ущелье между хребтом Сергея Обручева на западе и горами Лузина на востоке. Перед впадением реки Медвежьей пересекает горы Лузина, которые остаются на западе, с востока ограничивает Эвенский хребет. Название меняется на Нилгысыг. Ближе к устью горы понижаются, речная долина поросла лиственницей. Впадает в Иню по правому берегу на высоте 146 м над уровнем моря в 101 км от устья Ини. В нижнем течении ширина русла достигает 120-150 м при глубине 0,5-1 м, скорость течения — 1,5 м/с.

## Основные притоки
Указаны поименованные притоки длиной 30 км и более
| Название | Расстояние от устья | Длина | Положение |
| -------- | ------------------- | ----- | --------- |
| Нют      | 31                  | 176   | правый    |
| Дусканья | 58                  | 32    | правый    |
| Пёстрая  | 118                 | 37    | правый    |
| Медвежья | 153                 | 44    | левый     |

## Данные водного реестра
По данным государственного водного реестра России и геоинформационной системы водохозяйственного районирования территории РФ, подготовленной Федеральным агентством водных ресурсов:
- Бассейновый округ — Амурский
- Речной бассейн — бассейны рек Охотского моря от хребта Сунтар-Хаята до Уды
- Речной подбассейн — нет
- Водохозяйственный участок — реки бассейна Охотского моря от северо-восточной границы бассейна реки Иня до границы бассейна реки Уда
- Код объекта в государственном водном реестре — 20010000112119000148656[3].